# جوليانا شونزا
جوليانا دانيال شونزا (من مواليد 23 أبريل 1987) سياسية تنزانية وعضو في الحزب الثوري التنزاني الحاكم. تشغل حاليًا منصب نائب وزير الإعلام والثقافة والفنون والرياضة. وهي عضوة في البرلمان لمرة واحدة بعد أن تم تعيينها في مقعد خاص مخصص للنساء.

## الخلفية والتعليم
ولدت جوليانا دانيال شونزا في 23 أبريل 1987 في منطقة سونغوي. أكملت تعليمها من مدرسة كيباسيلا الثانوية عام 2005 ومدرسة داكاوا الثانوية عام 2008. حصلت على أول بكالوريوس في علم الاجتماع من 2008 إلى 2011 ودرجة الماجستير في علم الاجتماع من 2013 إلى 2015 من جامعة دار السلام وجامعة دودوما.

## الحياة السياسية
انخرطت شونزا في السياسة عندما كانت في جامعة دار السلام كنائب رئيس المجلس الوطني للشباب في شاديما. في عام 2013 انتقلت إلى الحزب الثوري حيث تم تعيينها في منصب مساعد وزير التحفيز في مقر الحزب. خلال الانتخابات العامة لعام 2015 تم تعيين جوليانا شونزا كعضو في البرلمان التنزاني من خلال مقاعد خاصة للنساء للحجز من 2015 إلى 2020.
في عام 2017 تم تعيينها نائبة وزير في وزارة الإعلام والثقافة والفنون والرياضة من قبل الرئيس جون ماجوفولي خلال التغييرات التي أجراها في 9 أكتوبر 2017. تعمل في مجلس الوزراء تحت إشراف الوزير الدكتور هاريسون مواكيمبي.